# USS Thresher (SS-200)
USS Thresher (SS-200) là một  tàu ngầm lớp Tambor được Hải quân Hoa Kỳ chế tạo ngay trước Chiến tranh Thế giới thứ hai. Nó là chiếc tàu chiến đầu tiên của Hải quân Hoa Kỳ được đặt cái tên này, theo tên họ Cá nhám đuôi dài (cá mập cáo).  Nó đã phục vụ trong suốt Thế Chiến II, thực hiện tổng cộng mười lăm chuyến tuần tra và đánh chìm 17 tàu Nhật Bản với tổng tải trọng 66.172 tấn, xếp hạng mười ba về số lượng tàu và thứ mười tám về tải trọng trong số tàu ngầm Hoa Kỳ có thành tích nổi bật nhất trong chiến tranh. Con tàu được rút khỏi hoạt động nơi tuyến đầu vào đầu năm 1945 để làm nhiệm vụ huấn luyện cho đến khi chiến tranh kết thúc. Nó xuất biên chế năm 1946, và bị bán để tháo dỡ vào năm 1948. Với danh hiệu Đơn vị Tuyên dương Hải quân cùng mười lăm Ngôi sao Chiến trận được tặng thưởng do thành tích chiến đấu, Thresher là tàu ngầm được tặng thưởng nhiều nhất trong Thế Chiến II, và là một trong những tàu chiến được tặng thưởng nhiều nhất trong Thế Chiến II. 

## Thiết kế và chế tạo
Lớp Tambor có nhiều đặc tính được cải tiến so với tàu ngầm lớp Sargo dẫn trước. Hình dạng thân tàu được làm suôn thẳng hơn để đạt tốc độ nhanh hơn, và thùng lặn khẩn cấp được trang bị lại giúp con tàu lặn xuống nhanh hơn. Hệ thống động lực toàn diesel-điện được áp dụng, và giải quyết được sự cố chập mạch trước đây. Nó trang bị động cơ General Motors-Winton dẫn động máy phát điện, và động cơ điện kết nối với trục chân vịt qua hộp số giảm tốc.
Lần đầu tiên đối với tàu ngầm Hoa Kỳ, lớp Tambor có đến mười ống phóng ngư lôi gồm sáu trước mũi và bốn phía đuôi. Hiệu quả tác chiến được cải thiện nhờ bố trí lại người vận hành sonar và máy tính dữ liệu ngư lôi vào một tháp chỉ huy lớn hơn, cho phép trao đổi trực tiếp với hạm trưởng, cùng một kính tiềm vọng kiểu mới có đầu nhỏ hơn giúp khó bị phát hiện. Thoạt tiên được chỉ được trang bị pháo 3 in (76 mm)/50 caliber, boong tàu được gia cố sẵn đủ để lắp đặt pháo cỡ 5 in (130 mm)/51 caliber khi tình huống tác chiến đòi hỏi; nên vào đầu năm 1943, Thresher được nâng cấp lên cỡ pháo 5-inch khi đại tu.
Thresher được đặt lườn tại xưởng tàu của hãng Electric Boat Company ở Groton, Connecticut vào ngày 27 tháng 5, 1939. Nó được hạ thủy vào ngày 27 tháng 3, 1940, được đỡ đầu bởi bà Margaret Cox Jones, phu nhân Chuẩn đô đốc Claud Ashton Jones, và được cho nhập biên chế cùng Hải quân Hoa Kỳ vào ngày 27 tháng 8, 1940 dưới quyền chỉ huy của Hạm trưởng, Thiếu tá Hải quân William Lovett Anderson.

## Lịch sử hoạt động

### 1940 - 1941
Sau khi hoàn tất việc chạy thử máy và huấn luyện, Thresher khởi hành từ New London, Connecticut vào ngày 25 tháng 10, 1940 để tiếp tục chạy thử máy ngoài khơi Gravesend, New York. Nó tiếp tục hoạt động tại vùng bờ Tây Hoa Kỳ, rồi lên đường vào ngày 1 tháng 5, 1941 để đi sang vùng biển Caribe, băng qua kênh đào Panama vào ngày 9 tháng 5 để đi sang Thái Bình Dương. Sau chặng dừng tại San Diego, California cho đến ngày 21 tháng 5, nó đi đến Trân Châu Cảng, Hawaii vào ngày 31 tháng 5. Chiếc tàu ngầm đã hoạt động tại vùng biển quần đảo Hawaii trong suốt mùa Thu năm đó, khi căng thẳng trong quan hệ với Nhật Bản tiếp tục leo thang.
Thresher cùng với tàu ngầm chị em Tautog (SS-199) rời Căn cứ Tàu ngầm Trân Châu Cảng vào ngày 31 tháng 10 cho một chuyến tuần tra mô phỏng chiến tranh tại khu vực phía Bắc đảo Midway, cả hai đều mang theo ngư lôi tác chiến. Tautog quay về căn cứ trước, và Thresher đang ở gần quần đảo Hawaii vào ngày 7 tháng 12, sắp kết thúc chuyến tuần tra. Nó được tàu khu trục Litchfield (DD-336) hộ tống đi vào vùng biển Hawaii để không bị nhận diện nhầm là tàu ngầm đối phương, và đến 08 giờ 10 phút đã được tin tức về việc Trân Châu Cảng đang bị máy bay của Hải quân Nhật tấn công.

#### Chuyến tuần tra thứ nhất
Trong khi Litchfield lập tức gia nhập các lực lượng hạng nhẹ khác đang rời cảng, Thresher thực hiện chuyến tuần tra chiến tranh đầu tiên. Tuy nhiên chiếc tàu khu trục được lệnh quay trở lại hộ tống chiếc tàu ngầm, và một điểm hẹn được xác lập giữa hai chiếc tàu chiến. Đúng lúc tại điểm hẹn, Thresher phát hiện Litchfield qua kính tiềm vọng; nhưng khi tháp chỉ huy nhô lên mặt nước, nó được đón tiếp bằng hải pháo từ chiếc tàu khu trục, nên buộc phải lặn xuống né tránh. Chiếc tàu ngầm tìm cách vào cảng trong ngày 8 tháng 12, nhưng lại bị một máy bay tuần tra ném bom, cho đến khi chiếc tàu tiếp liệu thủy phi cơ Thornton (AVD-11) đi đến hướng dẫn nó vào cảng.

### 1942

#### Chuyến tuần tra thứ hai
Khởi hành từ Trân Châu Cảng vào ngày 30 tháng 12, 1941 cho chuyến tuần tra tiếp theo, hướng sang khu vực các quần đảo Marshall và Mariana. Nó trinh sát các đảo san hô Majuro, Arno và Mili từ ngày 9 đến ngày 13 tháng 1, 1942, rồi chuyển đến vùng biển Guam vào sáng sớm ngày 4 tháng 2. Phát hiện một tàu buôn tại vị trí 7 mi (11 km) về phía Bắc Agana Harbor, nó phóng một loạt ba quả ngư lôi tấn công, và mục tiêu bị đánh trúng và chết đứng giữa biển. Tuy nhiên một loạt ngư lôi phóng bồi thêm đều bị trượt, và cho dù Thresher tự nhận đã đánh chìm mục tiêu, tài liệu thu được của phía Nhật Bản sau chiến tranh không thể xác nhận thành tích này.
Trên đường quay trở về Trân Châu Cảng vào ngày 24 tháng 2, một máy bay tuần tra hải quân quá hăng hái đã tấn công Thresher nhưng không gây hư hại gì, và nó an toàn quay về cảng vào ngày 26 tháng 2.

#### Chuyến tuần tra thứ ba
Sau khi được tái trang bị, Thresher lên đường vào ngày 23 tháng 3 cho chuyến tuần tra gần các đảo chính quốc Nhật Bản, nơi nó thu thập thông tin thời tiết ngoài khơi Honshū cho Lực lượng Đặc nhiệm 16 dưới quyền Đô đốc William Halsey, bao gồm các tàu sân bay Enterprise (CV-6) và Hornet (CV-8), đang tiếp cận Nhật Bản. Trên sàn đáp của Hornet là 16 máy bay ném bom tầm trung B-25 Mitchell Không lực dưới quyền chỉ huy của Trung tá James H. Doolittle, dự định sẽ ném bom xuống Tokyo vào ngày 18 tháng 4.
Nhận được thông tin tình báo về sự hiện diện của bốn tàu ngầm Nhật hoạt động ngoài khơi vịnh Tokyo, Thresher bị một tàu ngầm đối phương phát hiện và tấn công nhưng không bị hư hại. Vào sáng ngày 10 tháng 4, nó trông thấy một tàu buôn lớn, nhưng một loạt ba quả ngư lôi phóng ra đều bị trượt và đối thủ chạy thoát trong màn sương mù. Khi mục tiêu xuất hiện trở lại, chiếc tàu ngầm không thể đi vào vị trí tấn công. Một mục tiêu thứ hai xuất hiện cùng trong ngày hôm đó, và một quả ngư lôi trúng đích đã khiến tàu chở hàng Sado Maru (3.039 tấn) đắm chỉ trong vòng ba phút ngoài khơi Yokohama, Honshū, tại tọa độ 34°52′B 139°15′Đ / 34,867°B 139,25°Đ. Ba hay bốn tàu tuần tra đối phương đã thả mìn sâu phản công, khiến chiếc tàu ngầm mất kiểm soát. Nó chìm đến độ sâu 400 ft (120 m), quá giới hạn lặn thử nghiệm, trước khi lấy lại được kiểm soát. Tuy nhiên nó tiếp tục ở lại khu vực tuần tra để hỗ trợ cho hoạt động của Đô đốc Halsey.
Đang khi di chuyển trên mặt nước để nạp điện ắc-quy vào ngày 13 tháng 4, một cơn sóng lớn đã ập qua tháp chỉ huy của Thresher. Nước tràn qua cửa sập đang mở vào bên trong tàu đã gây chập mạch nhiều mạch điện, tạo ra nguy cơ rò rỉ khí chlorine. Phản ứng thông minh và kịp thời của thủy thủ đoàn đã ngăn chặn được tai họa; các hư hại được sửa chữa và nước được bơm ra khỏi tàu. Sang ngày hôm sau, nó rời khu vực tuần tra để tập trung vào việc thu thập thông tin thời tiết, cũng như tìm kiếm tàu bè đối phương có thể báo động cuộc không kích. Chiếc tàu ngầm tách khỏi nhiệm vụ này vào ngày 16 tháng 4, và sau khi né tránh được hai máy bay tuần tra đối phương, đã về đến Trân Châu Cảng vào ngày 29 tháng 4.

#### Chuyến tuần tra thứ tư
Lên đường vào ngày 26 tháng 6 cho chuyến tuần tra thứ tư, Thresher hướng sang vùng biển giữa Palau và quần đảo Marshall. Vào ngày 6 tháng 7, nó phóng ngư lôi đánh trúng một tàu chở dầu ngoài khơi eo biển Enijun. Hai tàu hộ tống và máy bay đối phương đã truy đuổi và phản công trong suốt ba giờ bằng mìn sâu, nhưng chiếc tàu ngầm thoát được. Ba ngày sau, tại vị trí 11 mi (18 km) về phía Tây Nam đảo san hô Kwajalein thuộc quần đảo Marshall, lúc 06 giờ 30 phút, nó phóng ngư lôi đánh trúng hai quả vào tàu tiếp liệu khu trục Shinsho Maru (4.836 tấn), khiến mục tiêu nổ tung và đắm lúc khoảng 08 giờ 00 tại tọa độ 08°43′B 167°33′Đ / 8,717°B 167,55°Đ.
Thresher rút lui để đề phòng đối phương phản công. Một giờ sau đó hai quả mìn sâu được thả xuống, rồi mười phút sau đó đối phương thả một neo móc lớn tìm cách bắt giữ con tàu. Chiếc tàu ngầm bẻ hết lái và lặn hết tốc độ suốt mười phút để thoát khỏi neo móc. Sau đó khi một quả mìn sâu nổ gần tháp chỉ huy, Thresher tiếp tục lặn xuống sâu hơn và tách khỏi đối phương với khoảng 30 quả mìn tiếp tục được thả xuống. Bị rung động mạnh nhưng hư hại không nghiêm trọng, nó tiến hành các sửa chữa nhỏ đang khi trên đường hướng đến Truk để trinh sát căn cứ hải quân chủ lực này của đối phương.
Sau khi bắn trượt một tàu buôn bằng ngư lôi trong đêm 20 tháng 7, Thresher trồi lên mặt nước giữa một cơn mưa giông ngay trước lúc bình minh. Sonar con tàu dò được tiếng chân vịt quay đang tiếp cận, và sau đó một tàu tuần tra đối phương xuất hiện. Thay vì húc thẳng vào chiếc tàu ngầm, tàu đối phương lại bẻ hết lái sang mạn phải để chạy song song với chiếc tàu ngầm ở khoảng cách 50 yd (46 m) và bắn hải pháo. Thresher lặn xuống né tránh hỏa lực không chính xác của đối thủ. Trên đường đi đến Palau, nó đụng độ một tàu Q-ship đối phương ngoài khơi đảo Ambon, Đông Ấn thuộc Hà Lan, nhưng hai quả ngư lôi nó nhắm vào đối thủ đã trúng đích mà không kích nổ. Chiếc Q-ship phản công với một loạt tám quả mìn sâu được thả xuống trước khi bỏ đi. Do đã được điều động về Lực lượng Tàu ngầm Tây Nam Thái Bình Dương, Thresher quay về căn cứ mới tại Fremantle, Australia để kết thúc chuyến tuần tra vào ngày 15 tháng 8.

#### Chuyến tuần tra thứ năm
Sau khi được tái trang bị, Thresher mang theo thủy lôi khi rời Fremantle vào ngày 15 tháng 9, hướng sang khu vực vịnh Thái Lan cho chuyến tuần tra thứ năm. Nó đã phóng hai quả ngư lôi nhắm vào hai tàu buôn tại vị trí về phía Bắc eo biển Lombok vào ngày 19 tháng 9, nhưng không thể xác định kết quả. Đến đêm 25 tháng 9, quả ngư lôi nó phóng ra tấn công đi bên dưới một mục tiêu lớn di chuyển với tốc độ nhanh trong biển Sulu. Sau đó trong vịnh Thái Lan, nó rải một trong những bãi mìn đầu tiên được rải bởi tàu ngầm Hoa Kỳ tại Mặt trận Thái Bình Dương. Đang khi trinh sát dọc bờ biển Balikpapan, Borneo và Celebes, nó phát hiện một tàu chở dầu bị mắc cạn tại một dãi đá ngầm trong biển Java. Nó trồi lên mặt nước để phá hủy mục tiêu bằng hải pháo trước khi quay trở về vào ngày 12 tháng 11.

#### Chuyến tuần tra thứ sáu
Khởi hành từ Fremantle vào ngày 16 tháng 12 cho chuyến tuần tra thứ sáu, Thresher đi đến ngoài khơi Soerabaya, Java vào ngày 25 tháng 12. Nó đánh chặn một đoàn tàu vận tải được hai tàu khu trục, nhiều tàu săn ngầm và hai máy bay hộ tống bảo vệ. Đi vòng qua các tàu hộ tống, nó phóng năm quả ngư lôi nhắm vào ba chiếc tàu buôn dẫn đầu, ghi nhận được hai tiếng nổ. Khi chiếc tàu ngầm quay trở lại độ sâu kính tiềm vọng để quan sát, một tàu buôn bị ngập nước phía mũi tàu và một chiếc khác bị chết đứng giữa biển và đang bốc cháy. Nó lại bắt gặp một tàu sân bay đối phương vào đêm hôm sau, nhưng bị các tàu hộ tống truy lùng trong hơn một giờ nên mục tiêu mất dấu vết.
Trong đêm 29 tháng 12, dưới quyền chỉ huy của Hạm trưởng, Thiếu tá Hải quân William J. Millican, Thresher bắt gặp một tàu buôn khoảng 3.000 tấn. Trước nữa đêm, nó tấn công bằng một loạt ngư lôi, nhưng tất cả đều đi sâu bên dưới mục tiêu. Chiếc tàu ngầm kiên nhẫn đợi đến khi trăng mọc, trồi lên mặt nước và tấn công bằng hải pháo 5 in (130 mm), ghi được tám phát trúng đích và có thể đã đánh chìm mục tiêu tại vùng nước nông.

### 1943

#### Chuyến tuần tra thứ bảy
Sau khi quay trở về Fremantle vào ngày 10 tháng 1, 1943 để tái trang bị, Thresher trở ra khơi vào ngày 25 tháng 1 cho chuyến tuần tra thứ bảy, mang theo ít hơn bốn quả ngư lôi so với thường lệ. Lúc 11 giờ 00 ngày 14 tháng 2, nó bắt gặp một tàu ngầm lớp I-65 Nhật Bản về phía Đông đảo Thwartway trong eo biển Sunda. Trong số hai quả ngư lôi phóng ra nhắm vào I-162, một quả trúng đích nhưng tịt ngòi còn quả thứ hai kích nổ dưới đáy biển. I-162 đổi hướng lên phía Bắc và khai hỏa hải pháo trên boong tàu để phản công trước khi đi khuất khỏi đường chân trời.
Đi đến khu vực biển Flores, Thresher đánh chặn một đoàn tàu vận tải ba chiếc được hai tàu săn ngầm hộ tống vào ngày 21 tháng 2 ở phía Bắc đảo Sumbawa, và hai quả ngư lôi đã đánh trúng một tàu vận tải lúc 15 giờ 03 phút. Chiếc tàu ngầm sau đó phải né tránh 13 quả mìn sâu được thả xuống phản công, trước khi quay trở lại độ sâu kính tiềm vọng khoảng một giờ sau đó để xem xét kết quả. Mục tiêu của nó chết đứng giữa biển trong khi những sà lan đang vận chuyển binh lính sang các tàu khác. Trong khi các tàu hộ tống lùng sục khu vực lân cận, Thresher phóng ngư lôi tấn công tàu vận tải thứ hai, nghe được hai tiếng nổ trước khi lại lặn xuống né tránh phản công. Sang ngày hôm sau, nó phóng bốn quả ngư lôi để kết liễu mục tiêu thứ nhất, vốn đã bị bỏ lại, và tàu vận tải Kuwayama Maru (5.724 tấn) đã đắm lúc 14 giờ 17 phút tại tọa độ 8°15′N 119°15′Đ / 8,25°N 119,25°Đ, 12 binh lính cùng một thủy thủ đã tử trận.
Tại eo biển Macassar, Đông Ấn thuộc Hà Lan, Thresher phát hiện và tấn công một tàu chở dầu và một tàu buôn vào ngày 2 tháng 3. Một quả ngư lôi trúng đích đã đánh chìm tàu chở dầu Toen Maru (5.232 tấn) tại tọa độ 03°29′N 117°17′Đ / 3,483°N 117,283°Đ; 28 thành viên thủy thủ đoàn đã tử trận cùng con tàu. Nó phóng nốt quả ngư lôi cuối cùng nhắm vào chiếc tàu buôn, nhưng mục tiêu phát hiện kịp thời và cơ động né tránh. Sau đó một tàu hộ tống đối phương xuất hiện buộc chiếc tàu ngầm phải lẫn tránh, và chiếc tàu buôn đối phương chạy thoát.
Thresher kết thúc chuyến tuần tra khi quay về Fremantle vào ngày 10 tháng 3. Khi Thiếu tá Hạm trưởng Millican thẳng thừng phê phán chất lượng của ngư lôi, nhất là thất bại không đánh chìm được tàu ngầm đối phương, Đô đốc Ralph W. Christie đã bác bỏ điều này và cánh chức Millican.

#### Chuyến tuần tra thứ tám và thứ chín
Thresher, dưới quyền chỉ huy của Hạm trưởng mới, Thiếu tá Hải quân Harry Hull, chuyến tuần tra thứ tám, kéo dài từ ngày 4 tháng 4 đến ngày 23 tháng 5 diễn ra mà không có sự kiện nào đặc biệt. Trong chuyến tuần tra tiếp theo ngoài khơi Balikpapan, Borneo, nó phát hiện một đoàn tàu vận tải ba chiếc được hộ tống duy nhất bởi tàu khu trục Hokaze trong đêm 30 tháng 6. Nó tấn công với một loạt ba quả ngư lôi, và một quả đánh trúng gây hư hại đáng kể cho mũi tàu Hokaze. Sang sáng sớm ngày hôm sau, nó tiếp tục tấn công, đánh trúng làm cháy một tàu chở dầu, và đánh chìm tàu chở hành khách-hàng hóa Yoneyama Maru (5.274 tấn) trong biển Celebes, tại tọa độ 01°30′B 119°30′Đ / 1,5°B 119,5°Đ.
Đến sáng ngày 5 tháng 7, Thresher bắt đầu theo dõi một tàu chở dầu dọc bờ biển Celebes, chờ đợi cho đến khi các tàu hộ tống tách ra xa trước khi phóng một loạt ba quả ngư lôi tấn công. Cho dù trúng một quả ngư lôi vào mũi tàu, tàu chở dầu đối phương vẫn nổi và chống trả bằng hải pháo trong khi rút lui với tốc độ cao. Bốn ngày sau đó, nó đi đến ngoài khơi Catmou Point, đảo Negros, Philippines, nơi nó chuyển giao tiếp liệu cùng 40.000 viên đạn cho lực lượng du kích Phlippines, đồng thời tiếp nhận tin tức tình báo. Nó tiếp tục tuần tra vào nữa đêm ngày 9 tháng 7, rồi rời vùng biển Philippines để quay trở về Trân Châu Cảng ngang qua căn cứ Midway. Con tàu tiếp tục đi về vùng bờ Tây để được đại tu tại Xưởng hải quân Mare Island tại Vallejo, California, khi khẩu hải pháo trên boong được nâng cấp lên cỡ 5 in (130 mm).

#### Chuyến tuần tra thứ mười

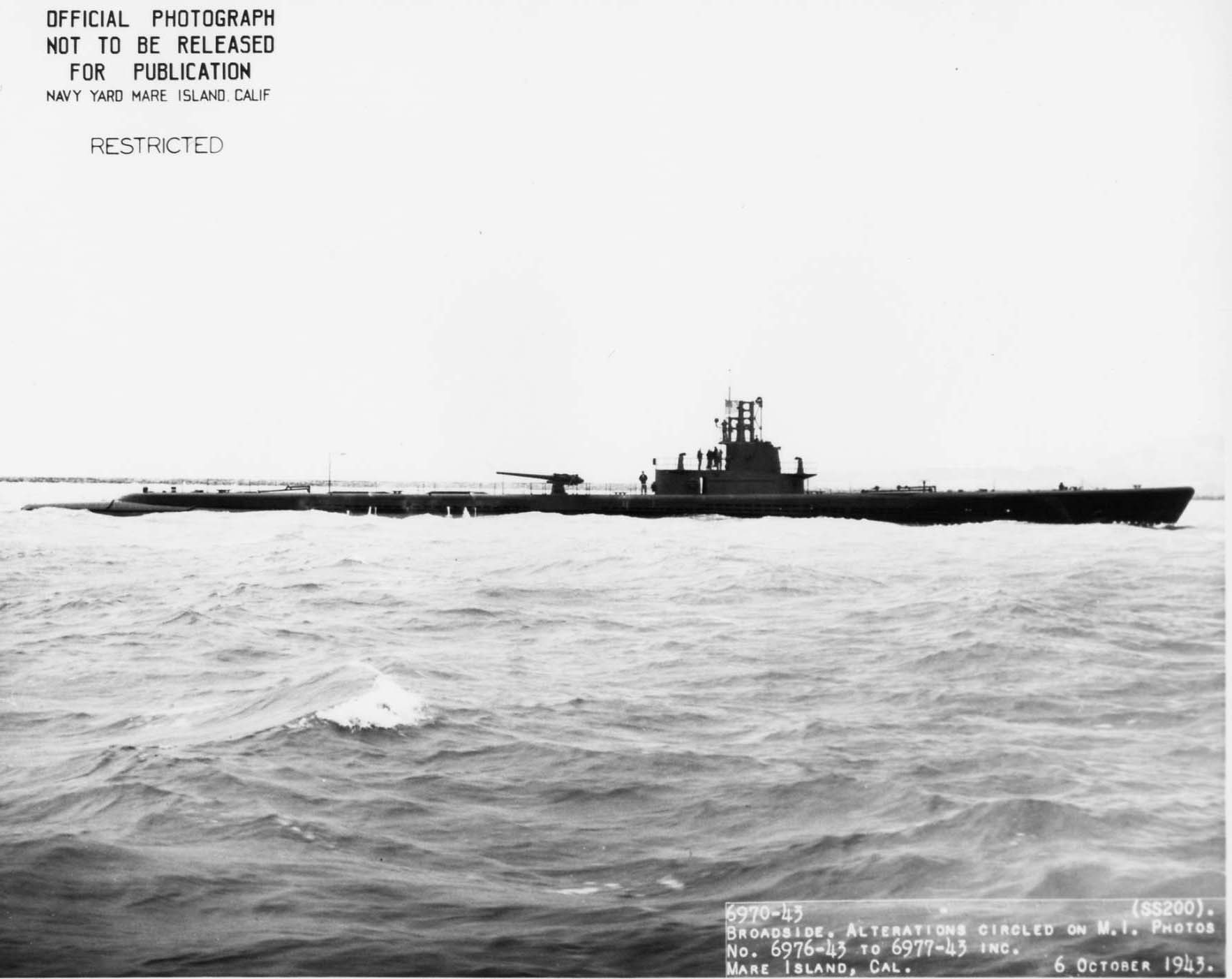
USS Thresher sau đợt đại tu vào mùa Hè năm 1943.

Tiếp tục dưới quyền chỉ huy của Thiếu tá Harry Hull, Thresher rời vùng bờ Tây vào ngày 8 tháng 10, đi đến Trân Châu Cảng một tuần sau đó. Nó lên đường cho chuyến tuần tra thứ mười vào ngày 1 tháng 11 tại vùng biển phía Bắc quần đảo Caroline. Tại vị trí khoảng 110 nmi (200 km) về phía Đông Bắc Truk, nó bắt đầu theo dõi một đoàn tàu vận tải năm chiếc vào sáng ngày 12 tháng 11, lách qua hai tàu hộ tống để đi đến vị trí tấn công. Lúc 22 giờ 00, nó phóng một loạt ba quả ngư lôi, đánh chìm tàu vận tải Muko Maru (4.862 tấn) tại tọa độ 09°02′B 152°46′Đ / 9,033°B 152,767°Đ; 18 thủy thủ đã tử trận cùng con tàu. Một loạt ba quả ngư lôi phóng ra tiếp theo bị trượt, và các tàu hộ tống phản công với 20 quả mìn sâu được thả xuống.

### 1944

#### Chuyến tuần tra thứ mười một
Dưới quyền chỉ huy của Hạm trưởng mới, Thiếu tá Hải quân Duncan C. MacMillan, Thresher thực hiện chuyến tuần tra thứ mười một tại biển Đông về phía Nam Đài Loan. Đang khi đi trên mặt nước vào ngày 10 tháng 1, 1944, nó phát hiện một tàu đánh cá 150 tấn và đã đánh chìm mục tiêu bằng pháo 5-inch, 20 mm và súng máy .50 cal (12,7 mm). Sau đó nó băng qua eo biển Luzon giữa đảo Batan và Luzon, Philippines. Lúc 11 giờ 43 phút ngày 15 tháng 1, nó trồi lên mặt nước và phát hiện một tàu sân bay được một tàu khu trục hộ tống, rồi lặn xuống độ sâu kính tiềm vọng kịp thời khi hai tàu khu trục khác đang nhanh chóng áp sát nó. Thresher phải lặn sâu trong chế độ im lặng khi đối phương thả bốn quả mìn sâu tấn công, nhưng đều ở khoảng cách xa. Sau khi thả thêm khoảng 10 đến 15 quả mìn nữa trong hai giờ tiếp theo, đối phương từ bỏ việc truy lùng.
Trở lên độ sâu kính tiềm vọng lúc 17 giờ 00, tại vị trí khoảng 75 mi (121 km) phía Bắc Luzon, Thresher nhanh chóng phát hiện một đoàn tàu bốn chiếc ở khoảng cách 12.000 yd (11.000 m) chỉ với một tàu săn ngầm hộ tống. Nó trồi lên mặt nước lúc 19 giờ 11 phút, theo dõi mục tiêu qua radar, và cơ động vào vị trí để tấn công. Khi đoàn tàu đối phương đổi hướng lúc 21 giờ 55 phút tạo ra cơ hội tốt, nó phóng một loạt bốn quả ngư lôi từ phía đuôi lúc 22 giờ 07 phút ở khoảng cách 1.800 yd (1.600 m). Hai quả đã đánh trúng tàu buôn Tatsuno Maru (6.960 tấn) phía giữa tàu khiến nó nổ tung, vỡ làm đôi và chìm tại tọa độ 20°05′B 120°13′Đ / 20,083°B 120,217°Đ; tám hành khách và 12 thủy thủ đã thiệt mạng cùng con tàu. Thresher sau đó ngắm qua radar để phóng tiếp ba quả ngư lôi phía mũi nhắm vào mục tiêu thứ hai lúc 22 giờ 50 phút, và hai quả trúng đích vào đuôi chiếc tàu chở hàng Toho Maru (4.092 tấn) khiến nó bốc cháy và đắm tại tọa độ 20°04′B 120°36′Đ / 20,067°B 120,6°Đ; 12 pháo thủ cùng 35 thủy thủ đã thiệt mạng cùng con tàu. Chiếc tàu buôn thứ ba bắt đầu nả pháo vào chiếc tàu ngầm, lúc này đang đi song song bên mạn trái ở khoảng cách 800 yd (730 m), nên Thresher buộc phải lặn xuống ẩn nấp. Đối phương thả khoảng 20 quả mìn sâu trong vòng một giờ tiếp theo trước khi bỏ đi.
Tiếp tục tuần tra dọc tuyến hàng hải giữa Singapore và Nhật Bản, vào ngày 26 tháng 1, Thresher phát hiện qua radar một đoàn tàu vận tải, rồi nhìn thấy hai mục tiêu trong bầu trời đêm. Đến 00 giờ 11 phút ngày 27 tháng 1, tại vị trí 54 nmi (100 km) về phía Tây Nam Cao Hùng, nó phóng một loạt ba quả ngư lôi trúng đích, đánh chìm tàu chở hàng Kikuzuki Maru (1.266 tấn) tại tọa độ 22°11′B 119°12′Đ / 22,183°B 119,2°Đ, mười thủy thủ cùng nhiều hành khách đã thiệt mạng cùng con tàu. Loạt ngư lôi thứ hai phóng ra tiếp tục trúng đích, khiến tàu chở hàng Kosei Maru (2.205 tấn) đắm sau đó lúc 01 giờ 25 phút tại tọa độ 22°10′B 119°30′Đ / 22,167°B 119,5°Đ; 19 thành viên thủy thủ đoàn đã thiệt mạng.
Một mục tiêu thứ ba chạy thoát về phía Nam hết tốc độ đồng thời bắn hải pháo về phía chiếc tàu ngầm. Thresher theo dõi mục tiêu còn lại trong suốt bốn giờ tiếp theo cho đến khi đi đến vị trí thuận lợi lúc 04 giờ 46 phút, khi nó phóng hết số ngư lôi còn lại và bắt đầu quay mũi rút lui. Một quả ngư lôi trúng đích khiến tàu đối phương chết đứng giữa biển, nhưng chấn động mạnh của vụ nổ cũng gây hư hại đáng kể cho Thresher khiến nó tạm thời không thể hoạt động. Khi lấy lại được sự kiểm soát con tàu, mục tiêu đã ở quá xa, và vì đang nằm trong tầm hoạt động của máy bay tuần tra đặt căn cứ trên bờ, có nguy cơ cao khi tiếp tục truy đuổi. Tàu săn ngầm đối phương cũng đến nơi, tiến hành càn quét khu vực và thả mìn sâu tấn công trong suốt ba giờ tiếp theo.
Trong các ngày 28 và 29 tháng 1, Thresher tuần tra trên tuyến hàng hải Đài Loan-Palau trong eo biển Luzon trước khi quay trở về căn cứ Trân Châu Cảng ngang qua Midway, đến nơi vào ngày 18 tháng 2. Thiếu tá Hải quân Duncan C. MacMillan, hạm trưởng của Thresher được tặng thưởng Huân chương Chữ thập Hải quân do hoạt động tích cực trong chuyến tuần tra này.

#### Chuyến tuần tra thứ mười hai
Trong chuyến tuần tra thứ mười hai từ ngày 18 tháng 3 đến ngày 8 tháng 5, Thresher xuất phát từ Trân Châu Cảng để đi đến khu vực trung tâm quần đảo Caroline. Nó làm nhiệm vụ tìm kiếm và giải cứu hỗ trợ cho chiến dịch không kích của các tàu sân bay xuống Truk, rồi bắn phá Oroluk vào ngày 11 tháng 4, cũng như trinh sát hình ảnh các hòn đảo trong nhóm đảo này. Trong khi chiến dịch không kích diễn ra tại Truk, nó phải ẩn nấp khi nhiều máy bay tuần tra đối phương hoạt động. Con tàu cũng bắt gặp hai tàu đối phương nhưng không thể tấn công, và đã kết thúc chuyến tuần tra tại Trân Châu Cảng.

#### Chuyến tuần tra thứ mười ba
Lên đường vào ngày 14 tháng 6 cho chuyến tuần tra thứ mười ba, Thresher tiếp tục dưới quyền chỉ huy của Thiếu tá MacMillan. Vào ngày 25 tháng 6, nó gia nhập một đội tấn công phối hợp ("Bầy sói") vốn còn bao gồm các tàu ngầm Apogon (SS-308), Guardfish (SS-217) và Piranha (SS-389). "Bầy sói" biệt danh "Mickey Finns" này được đặt dưới quyền chỉ huy chung của Đại tá Hải quân William V. "Mickey" O'Regan bên trên soái hạm Guardfish. Họ được thông tin về một máy bay bị rơi xuống biển, nên đổi hướng để điều tra, nhưng khi đến nơi vào ngày 27 tháng 6, họ chỉ tìm thấy thùng nhiên liệu phụ được phóng bỏ mà không có dấu vết của phi công hay máy bay. Trong những ngày tiếp theo, họ đụng độ với nhiều máy bay nhưng chỉ tìm thấy vài thuyền đánh cá và tàu tuần tra nhỏ.
Vào ngày 11 tháng 7, Thresher phát hiện qua radar một đoàn tàu vận tải sáu chiếc đang di chuyển trên tuyến hành hải Đài Loan-Luzon. Nó đổi hướng để đánh chặn, đồng thời thông báo vị trí mục tiêu cho "Bầy sói". Chỉ có Guardfish và Apogon nhận được thông tin, còn Piranha không bắt liên lạc. Thresher đi đến một vị trí 15.000 yd (14.000 m) phía sau đoàn tàu đối phương để theo dõi và tấn công những tàu bị rớt lại, trong khi Guardfish tấn công bên mạn trái và Apogon bên mạn phải. Tuy nhiên, một tàu hộ tống Nhật Bản đã phát hiện và truy đuổi Thresher, không cho nó có cơ hội tấn công; Piranha đánh chìm tàu chở hành khách hàng hóa Nichiran Maru (6.504 tấn), còn Apogon bị húc phải nên phải rút lui về căn cứ để sửa chữa.
Phần còn lại của "Bầy sói" tập họp trở lại vào ngày 13 tháng 7 để tiếp tục cuộc săn đuổi, rồi đến 16 giờ 00 ngày 16 tháng 7, Thresher phát hiện mục tiêu. Sau hai giờ theo đuổi, nó xác định một đoàn bao gồm một tàu chở dầu lớn, ba tàu buôn và hai tàu hộ tống. Đến 23 giờ 29 phút, khi khoảng cách với một tàu hộ tống rút xuống còn 2.000 yd (1.800 m), nó phóng ba quả ngư lôi tấn công tàu hộ tống dẫn đầu và ba quả khác nhắm vào chiếc tàu buôn thứ nhất. Ngay sau đó nó quay mũi để phóng nốt bốn quả ngư lôi phía đuôi vào chiếc tàu buôn thứ hai, rồi nghe thấy bốn vụ nổ, và ngay tiếp theo là sáu vụ nổ khác. Thresher nạp lại các ống phóng ngư lôi lúc nữa đêm, rồi quay trở lại tiếp tục tấn công các mục tiêu giờ đây chỉ còn một tàu chở dầu, một tàu buôn và một tàu hộ tống. Lúc 01 giờ 18 phút, nó phóng hai quả vào chiếc tàu hộ tống và ba quả vào chiếc tàu buôn, rồi bốn quả phía đuôi vào chiếc tàu chở dầu, nghe thấy ít nhất sáu vụ nổ. Tàu hộ tống đối phương bắt đầu thả mìn sâu phản công, và Thresher qua kính tiềm vọng thấy các mục tiêu vẫn tiếp tục nổi, nên nạp lại ngư lôi lúc 01 giờ 22 phút để tiếp tục tấn công. Phóng hết số ngư lôi còn lại vào các mục tiêu, nó nghe thấy hai tiếng nổ lúc 02 giờ 46 phút và cho rằng chiếc tàu chở hàng đắm ngay lập tức. Một phút sau đó, hai quả ngư lôi đánh trúng chiếc tàu chở dầu khiến mục tiêu nổ tung và đắm trong vòng 15 giây.
Trong khi không thể chắc chắn chiếc tàu hộ tống cuối cùng đã bị đánh chìm, rất có thể nó đã hư hại nặng do tác động của hai quả ngư lôi đánh trúng. Tiêu phí hết số ngư lôi mang theo, Thresher quay về Midway để kết thúc chuyến tuần tra. Nó tự nhận đã đánh chìm cả đoàn tàu vận tải, nhưng xác minh sau chiến tranh chỉ công nhận việc đánh chìm hai tàu chở hàng Sainei Maru (4.916 tấn) và Shozan Maru (2.838 tấn), mà không có tàu hộ tống nào. Dù sao, Thresher cũng được tặng thưởng danh hiệu Đơn vị Tuyên dương Hải quân cho chuyến tuần tra này, và Thiếu tá MacMillan nhận được Huân chương Chữ thập Hải quân thứ hai.

#### Chuyến tuần tra thứ mười bốn
Sau khi hoàn tất việc sửa chữa và tái trang bị, Thresher, dưới quyền chỉ huy của Hạm trưởng mới, Thiếu tá Hải quân John R. Middleton Jr., khởi hành từ Midway vào ngày 23 tháng 8 cho chuyến tuần tra cuối cùng trong chiến tranh. Sáu ngày sau đó, lúc đi trên mặt biển trên đường hướng sang khu vực biển Hoa Đông và Hoàng Hải, nó gặp phải thời tiết xấu khi biển động mạnh, khiến con tàu tròng trành đến 53 độ và đối đầu những con sóng cao đến 50 ft (15 m). Khi vòng qua phía cực Nam đảo Kyūshū, nó nhìn thấy nhiều tàu nhỏ trước khi đụng độ một tàu quét mìn và hai tàu săn ngầm vào ngày 10 tháng 9, nó nhanh chóng rời khu vực này để đi đến khu vực tuần tra được chỉ định. Trong ngày 13 tháng 9, chiếc tàu ngầm không bắt kịp mục tiêu là một tàu chở dầu lớn ở khoảng cách xa, rồi sau đó tấn công một tàu buôn với bốn quả ngư lôi nhưng không thể đánh chìm mục tiêu; một máy bay tuần tra đối phương xuất hiện khiến nó không thể tiếp tục tấn công.
Lúc 15 giờ 31 phút ngày 18 tháng 9, nó phát hiện một  mục tiêu và bắt đầu theo dõi cho đến 19 giờ 32 phút, khi nó trồi lên mặt nước và tiếp tục theo dõi qua radar, phát hiện thêm một tàu hộ tống. Sau khi cơ động vào trị trí phù hợp bên mạn trái trước mũi, lúc 21 giờ 00, nó phóng một loạt bốn quả ngư lôi tấn công đón đầu, nhưng đối phương đổi hướng đi nên đều bị trượt rất xa. Vẫn chưa bị phát hiện, Thresher quay mũi và phóng tiếp bốn quả ngư lôi phía đuôi từ khoảng cách 1.200 yd (1.100 m). Hai quả trúng đích đã khiến tàu chở hàng Gyōkū Maru (6.854 tấn) vỡ làm đôi và đắm tại tọa độ 35°02′B 124°24′Đ / 35,033°B 124,4°Đ; 643 binh lính cùng 39 thủy thủ đã tử trận cùng con tàu.
Thresher sau đó rút lui hết tốc độ khi nó phát hiện thêm ba tàu hộ tống đối phương đang áp sát. Nó nạp lại các ống phóng ngư lôi rồi tấn công những kẻ truy đuổi, nhưng đều bị trượt. Nó lẫn tránh các đối thủ và chuyển đến vùng biển ngoài khơi Mãn Châu, nhưng chỉ tìm thấy những tàu đánh cá cho đến ngày 26 tháng 8, khi bắt gặp một tàu chở hàng lớn lúc 09 giờ 44 phút. Chiếc tàu ngầm trồi lên mặt nước lúc 13 giờ 15 để tiếp cận mục tiêu, nhưng một thủy phi cơ tuần tra xuất hiện một giờ sau đó buộc nó phải lặn khẩn cấp, rồi một quả mìn sâu đã được ném xuống gần con tàu sau đó. Nó ở lại dưới nước đến 16 giờ 00 và bắt gặp lại mục tiêu lúc 18 giờ 15 phút đang hướng đến đảo Daisei Gunto. Nó phóng hai quả ngư lôi tấn, và trúng đích cả hai, đánh chìm tàu chở hàng Nissei Maru (1.468 tấn) tại tọa độ 37°32′B 124°33′Đ / 37,533°B 124,55°Đ.
Sang ngày hôm sau 26 tháng 9, Thresher tấn công và đánh chìm tàu chở hàng Koetsu Maru (873 tấn) tại tọa độ 37°13′B 123°48′Đ / 37,217°B 123,8°Đ. Tiêu phí hết số ngư lôi mang theo, chiếc tàu ngầm quay trở về căn cứ. Trên đường đi vào ngày 3 tháng 10, nó phát hiện và theo dõi một tàu đánh cá nhỏ, rồi trồi lên mặt nước sau hoàng hôn để bắn phá mục tiêu bằng hải pháo 5-inch. Tuy nhiên đối phương chống trả bằng hỏa lực mạnh, buộc chiếc tàu ngầm phải rút lui, và từ bỏ cuộc tấn công do không thấy rõ mục tiêu do trời tối. Sau khi được tiếp nhiên liệu tại Midway vào ngày 8 tháng 10, nó tiếp tục hành trình hướng về quần đảo Hawaii, và về đến Trân Châu Cảng vào ngày 12 tháng 10, 1944.

### 1945

#### Chuyến tuần tra thứ mười lăm
Sau một đợt tái trang bị kéo dài, Thresher lên đường vào ngày 31 tháng 1, 1945 cho chuyến tuần tra cuối cùng trong chiến tranh. Tại khu vực quần đảo Mariana, nó tham gia thành phần một "Bầy sói" bao gồm các tàu ngầm Tilefish (SS-307), Shad (SS-235) và Peto (SS-265). Sau khi ghé lại Saipan qua đêm 12-13 tháng 2, đơn vị tiếp tục hướng sang khu vực tuần tra phía Bắc Luzon. Thresher chỉ phát hiện được hai mục tiêu, nhưng không thể tấn công nục tiêu thứ nhất vì ở vùng nước nông, và mục tiêu thứ hai chạy thoát. Dù sao, con tàu cũng hoạt động tìm kiếm và giải cứu, đồng thời bắn phá Basco Harbor trên đảo Batan vào ngày 28 tháng 3. Trong giai đoạn sau của chuyến tuần tra, nó hoạt động phối hợp cùng Piranha và Puffer (SS-268).

### 1945 - 1946
Rời khu vực tuần tra, Thresher được bảo trì cặp bên mạn tàu tiếp liệu tàu ngầm Fulton (AS-11) để sửa chữa những hư hại trước khi lên đường đi Oahu vào ngày 4 tháng 4. Về đến Trân Châu Cảng vào ngày 24 tháng 4, nó được sửa chữa và tân trang trước khi đảm nhiệm vai trò mục tiêu huấn luyện mô phỏng tại các khu vực Hawaii và Eniwetok. Nó vẫn đang trong vai trò này khi Nhật Bản chấp nhận đầu hàng vào ngày 15 tháng 8, giúp chấm dứt vĩnh viễn cuộc xung đột. Rời Eniwetok vào ngày 15 tháng 9, chiếc tàu ngầm về đến Trân Châu Cảng vào ngày 22 tháng 9, rồi lại lên đường bốn ngày sau đó và về đến cảng San Francisco, California vào ngày 4 tháng 10. Nó rời vùng bờ Tây vào ngày 31 tháng 10, băng qua kênh đào Panama vào ngày 10 tháng 11, và đi đến Portsmouth, New Hampshire vào ngày 18 tháng 11. Thresher được cho xuất biên chế tại đây vào ngày 13 tháng 12, 1945, và được đưa về Hạm đội Dự bị Đại Tây Dương.
Được dự định sẽ sử dụng trong Chiến dịch Crossroads, cuộc thử nghiệm bom nguyên tử tại đảo Bikini ở Thái Bình Dương, Thresher được cho nhập biên chế trở lại vào ngày 6 tháng 2, 1946 và được sửa chữa. Tuy nhiên trong quá trình tân trang, hải quân phát hiện con tàu ở trong tình trạng vật chất kém đến mức không thể sửa chữa hiệu quả, nên công việc ngưng lại và chiếc tàu ngầm xuất biên chế lần sau cùng vào ngày 12 tháng 7, 1946. Tên nó được cho rút khỏi danh sách Đăng bạ Hải quân vào ngày 23 tháng 12, 1947, và con tàu bị bán cho Max Siegel tại Everett, Massachusetts để tháo dỡ vào ngày 18 tháng 3, 1948.

## Phần thưởng
Thresher là tàu ngầm được tặng thưởng nhiều nhất trong Thế Chiến II, và là một trong những tàu chiến được tặng thưởng nhiều nhất trong Thế Chiến II. Nó được tặng thưởng danh hiệu Đơn vị Tuyên dương Hải quân cùng mười lăm Ngôi sao Chiến trận do thành tích phục vụ trong Thế Chiến II. Nó được ghi công đã đánh chìm 17 tàu Nhật Bản với tổng tải trọng 66.172 tấn, xếp hạng mười ba về số lượng tàu và thứ mười tám về tải trọng trong số tàu ngầm Hoa Kỳ có thành tích nổi bật nhất trong chiến tranh.
|  |                                         |  |
|  | Silver star · Silver star · Silver star |  |

| Dãi băng Hoạt động Tác chiến  | Đơn vị Tuyên dương Hải quân                                              | Huân chương Phục vụ Phòng vệ Hoa Kỳ  |
| Huân chương Chiến dịch Hoa Kỳ | Huân chương Chiến dịch Châu Á-Thái Bình Dương với 15 Ngôi sao Chiến trận | Huân chương Chiến thắng Thế Chiến II |